# Solanum chacoense
Solanum chacoense — травянистое растение, вид рода Паслён (Solanum) семейства Паслёновые (Solanaceae); «один из наиболее широко распространённых видов дикого картофеля». Произрастает в Южной Америке, в частности в Бразилии, Боливии, Аргентине, Перу, Уругвае и Парагвае. Он растет как обычный сорняк в нарушенной среде обитания, например на посевах. Его также можно найти в Австралии, Китае, США, Англии, Новой Зеландии и других странах в качестве интродуцированного вида.
Растение было тщательно исследовано в поисках способов улучшения его родственника, культивируемого картофеля (Solanum tuberosum). Он совместим с обыкновенным картофелем. Вероятно, он был завезён в регионы за пределами своего обычного ареала, когда его импортировали для изучения и разведения вместе с картофелем. Многие из мест, где он был обнаружен, находятся рядом с селекционными станциями и ботаническими садами. Этот дикий вид содержит гликоалкалоиды лептина, которые делают его устойчивым к колорадскому жуку (Leptinotarsa decemlineata), картофельному вредителю. Он также показал устойчивость к вертициллёзному увяданию и вирусу скручивания листьев картофеля.